# Cilento bianco
Il Cilento bianco è un vino DOC la cui produzione è consentita nella provincia di Salerno.

## Caratteristiche organolettiche
- colore: paglierino più o meno intenso.
- odore: delicato caratteristico.
- sapore: fresco, armonico.

## Produzione
Provincia, stagione, volume in ettolitri
- Salerno  (1990/91)  242,0
- Salerno  (1991/92)  276,05
- Salerno  (1992/93)  320,0
- Salerno  (1993/94)  259,5
- Salerno  (1994/95)  286,65
- Salerno  (1995/96)  231,0
- Salerno  (1996/97)  393,04